# Pluripotent
Pluripotentie is een status van een cel. Een pluripotente cel is in staat om alle cellen te vormen die een individu bezit, dus zonder het extra-embryonaal weefsel zoals placenta. Pluripotente cellen kunnen cellen vormen uit alle 3 de kiemlagen en kunnen ook gameten vormen.

## Voorbeeld
Vrij veel humane stamcellen krijgen de status van pluripotentie, omdat totipotentie moeilijk aantoonbaar is. Voorbeelden zijn dus talrijk:
- ICM (inner mass cells)

Dit zijn de cellen die in een blastocyst aanwezig zijn.
- Tumoren

Sommige cellen in tumoren, zijn in staat meerdere types uit verschillende kiemlagen te vormen, wat hen de status van pluripotentie oplevert.
← minder / meer potent →

unipotent · oligopotent · multipotent · pluripotent · totipotent